# Memorie della Società Astronomica Italiana
Memorie della Societa Astronomica Italiana (abrégé en Mem. S.A.It., titre en anglais Journal of the Italian Astronomical Society) est une revue scientifique à comité de lecture publiée par la Società Astronomica Italiana et spécialisée en astronomie. Le journal publie aussi un supplément nommé Memorie della Società Astronomica Italiana - Supplementi.
Le journal est publié en libre accès.

## Éditeurs
Actuellement, la direction éditoriale est assurée par Piercarlo Bonifacio, et le bureau éditorial est situé à l'observatoire de Trieste. Parmi les membres actuels (2009) de son conseil scientifique figurent le cosmologiste Paolo de Bernardis et le planétologue Marcelo Fulchignoni.

## Histoire
La première parution remonte à 1872 sous l'impulsion de Pietro Tacchini, à Palerme. Au cours de son histoire, le journal a changé de nom :
- Memorie della Società degli Spettroscopisti Italiani, 1872-1919 (OCLC 72921711) ;
- Memorie della Societa Astronomica Italiana, 1920-en cours  (ISSN 1824-016X).

La revue est longtemps restée un journal scientifique national. Quand nombre de journaux nationaux européens (Zeitschrift für Astrophysik, Annales d'astrophysique, etc.) fusionnèrent pour former Astronomy and Astrophysics les Memorie connurent un changement éditorial majeur, abandonnant progressivement la publication d'articles scientifiques originaux, pour se focaliser sur des articles de revue commandés par ses éditeurs, ainsi que des comptes rendus de conférences, dont plus d'une trentaine ont ainsi été publié depuis 1986.